# Miss Mundo 1959
Miss Mundo 1959 foi a 9ª edição do concurso de beleza feminino Miss Mundo. O certame foi idealizado pelo gerente de vendas publicitárias da Mecca Leisure Group Eric Douglas Morley, sendo realizado pela primeira vez em 10 de novembro de 1959. Teve como palco o Lyceum Theatre em Londres onde reuniu 37 candidatas de diferentes países, um recorde até então. A vencedora do concurso foi a representante dos Países Baixos, Corine Rottschäfer, coroada pelo jornalista Charles Eade.

## O Concurso

### Planos de Crescimento
Durante seus três meses de convalescença e preocupado com o fato de que apenas vinte países haviam enviado suas representantes ao concurso, em 1958, Morley dedicou seu tempo livre ao envio de convites para outros países, porque queria expandir sua marca globalmente. Ele estava determinado a alcançar cerca de quarenta nações participantes que, até aquele momento, seu principal rival, o Miss Universo, não havia alcançado. Para evitar que candidatas de alguns países confirmados chegassem no último momento, o que sempre acontecia todos os anos, ele decidiu enviar cerca de cinquenta convites com antecedência, para que os possíveis diretores interessados tivessem tempo de procurar patrocinadores para cobrir as despesas de viagem de suas representantes.
Nessa ocasião, as cartas enviadas foram muito mais profissionais e explicaram que o concurso Miss Mundo era realizado no mais alto nível e que não era um mero concurso de beleza. As mulheres seriam avaliadas não apenas por sua aparência, mas também por sua personalidade e enfatizava que as participantes geralmente tivessem um alto nível educacional. Os convites também mencionavam que, durante os sete ou oito dias de sua estadia em Londres, as candidatas seriam muito bem assistidas por acompanhantes especializadas e que a organização cobria as despesas de hospedagem, alimentação, entretenimento e outros gastos durante o concurso.
Como sempre, nem todas as suas cartas e pedidos foram respondidos e, mais uma vez, ele não obteve uma resposta positiva da União Soviética, e o mesmo aconteceu com o Egito e a Colômbia, onde o "Concurso Nacional de Beleza", presidido pela senhora Teresa Pizarro de Angulo, novamente ignorou o convite para participar do evento naquele ano. No Ceilão (hoje Sri Lanka) e na Polônia, não houve competições nacionais por questões políticas, enquanto na Suíça e na Venezuela não houve eleições de suas rainhas da beleza por falta de interesse. No caso desse país sul-americano, eles haviam acabado de entrar em uma nova era democrática após a queda da sua ditadura militar em 23 de janeiro de 1958 e não havia muito interesse das empresas em patrocinar o concurso Miss Venezuela.
Na Malásia, o convite foi bem-vindo e decidiram organizar um evento que seria concluído em um festival de cultura e talento por quatro dias no final de julho. No entanto, poucas mulheres demonstraram interesse em participar e o concurso teve que ser cancelado no final de junho. Após a retirada do jornal "Sunday Dispatch" como principal patrocinador do evento, Morley conseguiu outro jornal, o "News of the World", para apoiá-lo na edição de 1959. Outras mudanças propostas por Morley foram passar a final, que era geralmente realizada no mês de outubro, para o mês de novembro, para que os países tivessem um pouco mais de tempo para selecionar suas rainhas e cobrir as despesas de viagem a Londres.
Por outro lado, Penelope Anne Coelen da África do Sul, vencedora da edição Miss Mundo de 1958, retornou à capital britânica para participar de um show de carros em outubro, mas partiu para os Estados Unidos no meio daquele mês, chegando a bordo do navio "Liberty" em Nova York em 2 de novembro, para continuar em Hollywood, onde faria uma exibição de filmes. Por esses motivos, ela não compareceu à eleição da sua sucessora.

### Mudanças na Disputa
Já em 1959, o concurso foi realizado de 4 a 11 de novembro, com uma participação recorde de 37 candidatas. Para tal, Morley decidiu fazer grandes mudanças no concurso. O hotel anfitrião seria o icônico "The Savoy", um hotel cinco estrelas localizado no Strand de Londres, nas margens do rio Tâmisa; as participantes ficariam em um total de 14 suítes e tinham acompanhantes na proporção de uma para cada meia dúzia de meninas. A final do concurso aconteceria na terça-feira (10 de novembro), em vez da habitual segunda-feira. O reescalonamento das atividades oficiais do concurso também sofreu alterações e a apresentação habitual à imprensa, que é a abertura formal do concurso, seria realizada na sexta-feira, 6 de novembro, para que todas as candidatas pudessem estar presentes. Outras realizaões de Morley para esta edição foram: a empresa patrocinadora do carro para a vencedora também daria outro de igual valor para a segunda colocada; pela primeira vez na história, 12 semifinalistas seriam escolhidas; e não apenas a vencedora, mas também as duas primeiras finalistas receberiam uma coroa. Por outro lado, a renda do Lyceum Ballroom seria destinada a instituições de caridade.

### Falsa Miss Bermudas
A Miss Bermudas, que disse se chamar Rosemary Powell, ter 23 anos e ser recepcionista na cidade de Hamilton, era, na verdade, uma jornalista infiltrada do jornal "Daily Sketch". Seu nome verdadeiro era Rosemary McLellan e ela era escocesa. A suposta Miss Bermudas apareceu do nada no "Savoy Hotel" horas antes da apresentação das candidatas à imprensa e preencheu seus formulários de candidatura. Na recepção, ela disse ao gerente que se chamava Rosemary Powell e que era a Miss Bermudas. Ela foi anunciada como tal, conversou com as outras garotas e posou para fotógrafos. Ela enganou os organizadores, jornalistas e as próprias participantes e todos com quem falou, acreditaram em sua história. Posou para os repórteres na foto do grupo em maiô mas, ao retornar ao hotel onde todas as participantes estavam hospedadas, foi descoberta por um dos membros da organização, que a reconheceu e a expulsou do hotel.
No dia seguinte, a repórter publicou no jornal que "Por um dia inteiro eu fui oficialmente uma das garotas mais bonitas do mundo, como uma falsa Miss Bermudas. E eu provei que qualquer garota com uma figura razoável e um rosto aceitável pode ser aceita como uma participante do Miss Mundo."

### Final
Poucas horas antes de começar o show final, a Miss Holanda descobriu buracos no vestido que usaria naquela noite. A Miss Israel teve a gentileza de lhe emprestar um vestido, que era aquele que ela usava na passarela do teatro. Às 19h30 da terça-feira de 10 de novembro de 1959, as portas do "Lyceum Ballroom" foram abertas ao público para a nona edição do concurso Miss Mundo, organizado pela Mecca Dancing e patrocinado pelo jornal "News of the World" . A entrada no concurso custava cinco libras. Às 19h55, a abertura do evento começou pela orquestra Norrie Paramour e com o apoio da banda central da Força Aérea Real Britânica. David Mullins, representante do Lyceum, deu as boas-vindas a Eric Morley, presidente da organização Miss Mundo, que, após algumas palavras, apresentou o mestre de cerimônias da noite, o americano Bob Russell. Em seguida, o palco virou para mostrar as 37 participantes elegantemente vestidas e que desfilaram uma após a outra no que foi chamado de "as nações do mundo". Ao contrário dos anos anteriores, o fim da passarela não foi em um "T", mas um tipo de círculo em que as meninas se viravam para voltar ao palco principal. Depois disso, as meninas foram colocadas nas escadas do palco para ouvir o hino nacional britânico.
Concluído o protocolo, foi feita a apresentação dos nove juízes, escolhidos para combinar o mundo da arte, do entretenimento e do intelecto. Posteriormente, as 37 participantes vestindo seus vestidos de noite, desfilaram individualmente e em ordem alfabética, havendo um intervalo com a banda central da Força Aérea Real Britânica, conduzida pelo maestro A.E. Sims. A seguir, começou o desfile individual das 37 aspirantes em trajes de banho, que chegaram uma a uma no palco envoltas em capas de veludo, que foram removidas para mostrar suas figuras perante os juízes e a plateia, enquanto Russell anunciava as medidas corporais das competidoras.
Então chegou a hora de chamar as semifinalistas para o palco. No início, havia 12 moças, mas devido a um empate múltiplo na décima segunda posição, Morley decidiu que haveria apenas 11 semifinalistas, que foram brevemente entrevistadas por Bob Russell e depois colocadas juntas na frente dos juízes para escolher as cinco finalistas. Naquele momento, às 21h45, a transmissão ao vivo da última meia hora do concurso começou na BBC, com comentários para a televisão de Peter Webber. Em seguida, as cinco finalistas foram convocadas ao palco em ordem aleatória. Eles eram: Dinamarca, Peru, Holanda, Israel e Reino Unido, que foram novamente entrevistadas por Bob para a audiência que assistia pela TV. Minutos depois, Eric Morley subiu ao palco para anunciar os resultados em ordem inversa.
Em quinto lugar e ganhadora de um prêmio de £50, a Miss Dinamarca, Kirsten Olsen; na quarta posição, Miss Reino Unido, Anne Thelwell, que ganhou £60. O terceiro lugar foi para a Miss Israel, Ziva Shomrat, que ganhou um prêmio de £75. Como segunda colocada no concurso, a Miss Peru, Maria Elena Rosell Zapata, recebeu um prêmio de £100 em dinheiro e um carro; portanto, a vencedora era a Miss Holanda, Corine Rottschäfer, uma modelo de 21 anos, cabelos cor de mel e olhos azuis, 1,80 metro de altura, 70 kg de peso. Ela foi coroada por Charles Eade (com um novo estilo de coroa anteriormente proposto), recebeu o cetro de Bob Russell e a tigela de prata do editor do jornal britânico "News of the World", Reginald Cudlipp, que patrocinava o concurso. Todas as finalistas receberam um buquê de rosas como prêmio, enquanto as duas primeiras finalistas também foram coroados com pequenas tiaras.
A novíssima Miss Mundo ganhou um cheque de 500 libras esterlinas e um carro como parte de seus prêmios, que incluíam uma semana de férias em Paris e a oportunidade de ganhar milhares de libras a mais durante seu ano de reinado para várias apresentações em diferentes países do mundo. "Eu queria chorar", disse Corine Rottschäfer quando ouviu a notícia, "mas achei que não deveria, porque isso poderia estragar minha maquiagem". Equilibrada e calma ao derrotar as outras 36 candidatas ela disse aos repórteres: "Acho que este título me ajudará a ganhar mais dinheiro na minha profissão de modelo". Quando perguntada sobre seu futuro, Corine disse que queria continuar sua carreira de modelo e "abrir uma pequena casa de moda. Ah, sim, eu gostaria de me casar e que meu marido tenha uma carreira pela frente".

### Vitória Contestada

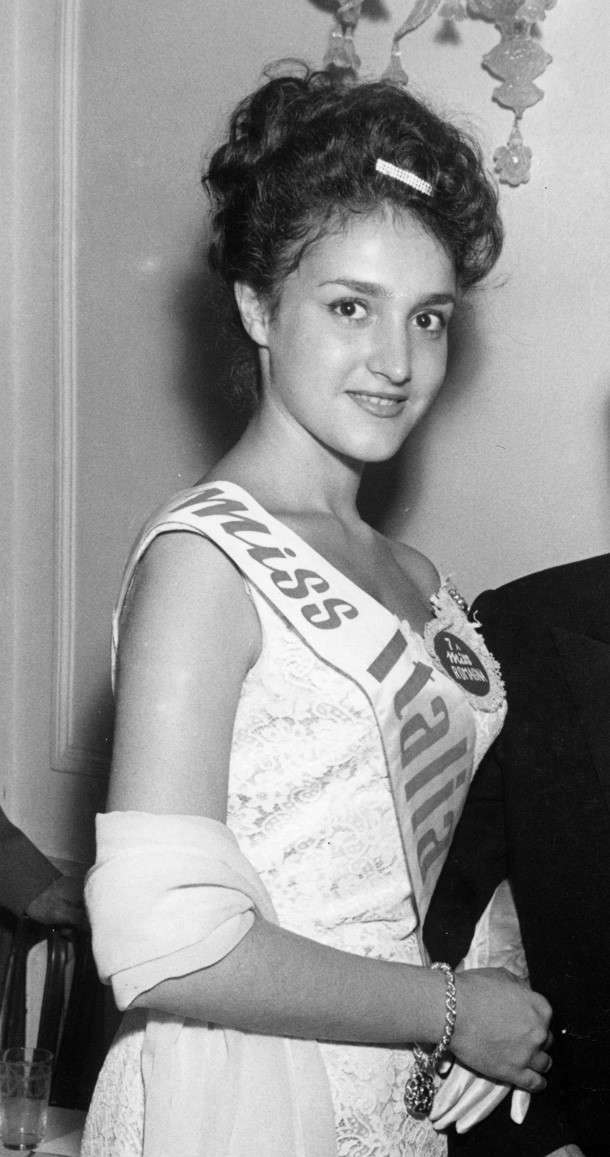
A italiana Paola Falchi, Miss Itália 1959.

Após o evento, começaram as críticas por parte das candidatas perdedoras. "Bem, se o resultado não foi falso, pelo menos a vencedora utilizou recursos falsos", reclamou a concorrente americana Loretta Powell, secretária de Connecticut. "Tenho certeza de que a senhorita Holanda estava com preenchimento", disse a beldade americana. "Você certamente pode dizer. Ela é uma modelo alta e esbelta, e não uma bela mulher. Eles deveriam verificar o seu traje de banho", disse Miss Powell. "Ela estava com preenchimento", disse a Miss Canadá que se juntou às críticas. "Pelo que ouvi, o namorado dela é um dos juízes", disse ela. "Se isso é verdade, não é justo com as outras meninas. Francamente, ela não é uma rainha da beleza", disse a canadense. Da mesma forma, a Miss EUA disse ter ouvido rumores de que a Miss Holanda era namorada de um dos juízes, mas "Não consigo comprovar isso agora".
Circularam boatos de que a holandesa e o jurado Claude Berr, da França, estavam noivos, mas ambos negaram no dia seguinte em conversas com jornalistas britânicos. "Mentira" disse Berr sobre as duas fofocas: preenchimento e romance. O mesmo foi dito por Corine e Eric Morley. "Bastante falso", disse Morley. "Eu ouvi esses rumores, mas acredite em mim, não há nada", disse Berr. "Aparentemente, algumas das meninas acreditam que Corine é minha noiva, mas isso é impossível. Eu já sou casado." parecendo magoado.
Quanto à possível preferência de Claude Berr pelas europeias por ser membro do Comitê do Miss Europa, Morley esclareceu que "ele é completamente neutro. Alguns anos atrás, ele votou na Miss Venezuela (Susana Duijm) e ela não era europeia", acrescentou. Quanto ao possível relacionamento de Berr com a vencedora, Morley disse que era "impossível, porque (Berr) tinha uma bela casa com uma linda esposa. Temos um diretor especialmente designado para examinar a ideia de ter um cérebro eletrônico no próximo ano, ou seja, um computador, sem sentimentos humanos", disse ele.
Indignada com as fofocas, Corine negou que houvesse algo em sua roupa de banho. "Eu não tinha suporte, fios, preenchimento", disse a vencedora. "Você pode dar uma olhada no meu maiô para ver por si mesmo." No entanto, a holandesa disse à mídia que, poucas horas antes da apresentação à imprensa, havia descoberto que o maiô da Miss Itália estava com preenchimento e que havia divulgado aos organizadores discretamente. A italiana, que era uma de suas colegas de quarto, saiu da sala naquela manhã deixando sua mala aberta. "Eu passei pela mala", admitiu a holandesa, "e havia um maiô italiano com preenchimento por toda parte. Eu me espantei quando vi. Todas as minhas suspeitas se tornaram realidade. Apressei-me a contar para uma acompanhante e depois coloquei o maiô de volta onde estava." Quando a italiana voltou, disse: "Que coisa terrível. Alguém deve ter dito o que eu tinha feito." Com as mãos nos quadris, ela gritou com sua colega de quarto: "Você pegou! Você nem merece. Você nem é bonita" - ela gritou com raiva. Os organizadores verificaram a denúncia e ordenaram à garota italiana que removesse o estofo do maiô. Por esse motivo, a Miss Itália não pôde posar com o grupo na apresentação para a imprensa, pois ela estava em um salão desmanchando o estofo do maiô.
Corine foi tolerante com as acusações da Miss Estados Unidos: "Talvez ela estivesse chateada", disse ela. Então a Miss Índia entrou na sala e disse: "Você é perfeita, não se preocupe com o que eles dizem." A senhora Altman continuou sua missão: começou no topo de Corine, colocou uma fita métrica americana em volta do busto. "Parou quase precisamente na marca de 37 polegadas (93 cm) e ela também não estava inalando. A cintura tinha exatamente 23 polegadas e os quadris 37, exatamente as medidas que Corine deu quando ela entrou no concurso". Os cinegrafistas aplaudiram e Corine sorriu brilhantemente. Mesmo antes da medição, outras garotas do concurso expressaram sua confiança na garota holandesa. "Eu não sei muito bem inglês", riu Maria Rosell, Miss Peru, "mas acho que a Miss Holanda é autêntica, sim."

### A Campeã
Corine Rottschäfer nasceu em Hoorn, Holanda, em 8 de maio de 1938. Além do título de Miss Mundo, ela também já havia ganhado a coroa de Miss Europa em 1957 e participou do Miss Universo em 1958, onde conseguiu estar entre as 15 melhores e ganhar o prêmio de Miss Fotogenia. Depois de uma carreira internacional de sucesso como modelo profissional, ela abriu sua própria agência de modelos em Amsterdã. Pouco tempo depois, ela se casou com o arquiteto Edo Spier e mora em uma mansão às margens do canal da capital holandesa. Ela tem duas filhas, Ilja e Rose. Ela é prima em segundo grau da Miss Universo Porto Rico 2012, Bodine Koehler. Depois de mais de quarenta anos como diretora da primeira agência de modelos profissional do Benelux, Corine, uma ex-ícone da moda holandesa continua a dominar os corações holandeses até hoje. Por suas lembranças do evento, ela diz: "Ganhei muita experiência útil no concurso. Se não tivesse vencido, gostaria de ter pelo menos participado".

## Resultados
| Posição                 | País e Candidata |
| Vencedora               | - Holanda - Corine Rottschäfer |
| 2º. Lugar               | - Peru - Maria Elena Zapata |
| 3º. Lugar               | - Israel - Ziva Shomrat |
| 4º. Lugar               | - Reino Unido - Anne Thelwell |
| 5º. Lugar               | - Dinamarca - Kirsten Olsen |
| (TOP 11) Semifinalistas | - África do Sul - Moya Meaker - Alemanha - Helga Meyer - Argentina - Amalia Scuffi - Grécia - Yakinthi Karaviti - Jamaica - Sheila Chong - Rodésia e Niassalândia - Vivien Lentin |

## Jurados
Ajudaram a definir a campeã: 
1. Oscar Santa Maria, político;
2. Cynthia Oberholzer, modelo;
3. Claude Berr, membro do comitê "Miss Europa";
4. John Spencer-Churchill, 11º Duque de Marlborough;
5. Reginald Cudlipp, do jornal "News of the World";
6. Godfrey Winn, jornalista, escritor e ator;
7. Sam Wanamaker, ator e diretor;
8. Jill Ireland, atriz e cantora;
9. Lady Lydford, socialite;

## Candidatas
Disputaram o título este ano: 
| - África do Sul - Moya Meaker - Alemanha - Helga Meyer - Argentina - Amalia Yolanda Scuffi - Áustria - Helga Knofel - Bélgica - Diane Hidalgo - Brasil - Dione Oliveira - Canadá - Huguette Demers - Coreia do Sul - Seo Jung-ae - Dinamarca - Kirsten Olsen - Estados Unidos - Loretta Powell - Finlândia - Margit Jaatinen - França - Marie Hélène Troué - Gana - Star Nyaniba Annan - Gibraltar - Viola Howells - Grécia - Yakinthi Karaviti - Havaí - Margaret Moani Keala Brumaghim - Holanda - Corine Rottschäfer - Honduras - Rosemary "Rosa" Lefebre - Hong Kong - Michele Mok Ping-Ching | - Índia - Fleur Ezekiel - Irlanda - Ann Fitzpatrick - Islândia - Sigurbjörg Sveinsdóttir - Israel - Ziva Shomrat - Itália - Paola Falchi - Jamaica - Sheila Mechtilde Chong - Japão - Chieko Ichinose - Jordânia - Ufemia Jabaji - Luxemburgo - Josée Pundel - Noruega - Berit Grundvig - Paraguai - Elvira María Isabel dos Santos Encina - Peru - Maria Elena Zapata - Porto Rico - Lillyanna "Lilie" Díaz - Portugal - Maria Teresa Mota Cardoso - Reino Unido - Anne Thelwell - Rodésia e Niassalândia - Vivien Lentin - Suécia - Carola Håkansson - Uruguai - Yvonne Kelly |

## Histórico

### Desclassificação
- Bermudas - Rosemary Powell

### Substituições
- Canadá - Irene Dobler ► Huguette Demers

- Holanda - Peggy Erwich ► Corine Rottschäfer

### Desistências
- Cuba - Irma Buesa Mas

- Chipre - Lia Psara

- Tunísia - Habiba Bent Abdallah

- Turquia - Figen Ozgur

- Marrocos - Raymonde Valle